# Giro dell'Emilia 1951
Il Giro dell'Emilia 1951, trentacinquesima edizione della corsa, si svolse il 4 ottobre 1951 su un percorso di 240 km. La vittoria fu appannaggio dell'italiano Luciano Maggini, che completò il percorso in 6h53'00", precedendo i connazionali Giorgio Albani e Sergio Pagliazzi.

## Ordine d'arrivo (Top 10)
| Pos. | Corridore            | Squadra       | Tempo    |
| ---- | -------------------- | ------------- | -------- |
| 1    | Luciano Maggini      | Atala-Pirelli | 6h53'00" |
| 2    | Giorgio Albani       | Legnano       | ?        |
| 3    | Sergio Pagliazzi     | Arbos         | ?        |
| 4    | Renzo Soldani        | Legnano       | ?        |
| 5    | Giuseppe Doni        | Stucchi-Ursus | ?        |
| 6    | Arrigo Padovan       | Atala-Pirelli | ?        |
| 7    | Waldemaro Bartolozzi | Atala-Pirelli | ?        |
| 8    | Danilo Barozzi       | Atala-Pirelli | ?        |
| 9    | Pasquale Fornara     | Legnano       | ?        |
| 10   | Giuseppe Minardi     | Legnano       | ?        |